# Dicheniotes angulicornis
Dicheniotes angulicornis är en tvåvingeart som först beskrevs av Friedrich Georg Hendel 1931.  Dicheniotes angulicornis ingår i släktet Dicheniotes och familjen borrflugor.
Artens utbredningsområde är Sudan. Inga underarter finns listade i Catalogue of Life.